# سف (نرم‌افزار)
سف یک سکوی ذخیره‌سازی آزاد، به منظور ایجاد آبجکت، بلاک و فایل سیستم بر روی مجموعه‌ای از رایانه‌های متصل به هم (کلاستر) ایجاد شده‌است. هدف اصلی سف ایجاد یک فایل سیستم توزیع شده بر روی مجموعهٔ زیادی از کامپیوترها در مقیاس بالا است. داده‌ها در سف به صورت خودکار کپی می‌شوند و در صورت خطا در یک بخش، از کپی آن اطلاعات جایگزین می‌شود. سف به صورتی طراحی شده‌است که خود به صورت خودکار ترمیم و مدیریت کند و بر روی سخت‌افزارهای عادی نصب و راه‌اندازی می‌شود.